# Дими Аргус
Дими Аргус (на английски: Dimmi Argus) е италианска хевиметъл група, сформирана в Пиаченца през декември 2007 г. от българския певец, композитор и продуцент Димитър Аргиров (познат с артистичния си псевдоним Dimmi Argus).

## Членове на групата
Сегашни
- Dimmi Argus – вокал
- Matteo Calza – китара
- Filippo Spezia – бас китара
- Andrea Cassinari – ударни инструменти

Бивши
- Simone Cordani – китара

Гост музиканти
- Драгомир Драганов – китара
- Пламен Узунов – китара
- Graziano „Il Conte“ Demurtas – китара
- Стоян Петров – ударни инструменти

## Дискография
- 2010 Black And White (EP)
- 2012 Wish I Could – Сингъл
- 2013 Bad Dream (LP)
- 2014 Radio Edits (EP)
- 2014 Девойко Мари Хубава – Сингъл
- 2016 I Know Your Secrets (Single Edit) – Сингъл
- 2014 Не мога да се спра! – Сингъл

## Видеография
- 2011 Live At Rock Bar Fans – DVD